# Reuth bei Erbendorf
Reuth bei Erbendorf település Németországban, azon belül Bajorországban. Lakosainak száma 1093 fő (2023. december 31.). Reuth bei Erbendorf Wiesau és Friedenfels községekkel határos.

## Népesség
A település népessége az elmúlt években az alábbi módon változott:
| Lakosok száma | 676  | 1138 | 1217 | 1218 | 1201 | 1200 | 1194 | 1152 | 1109 | 1093 |
|               | 1875 | 1950 | 1975 | 2010 | 2012 | 2013 | 2015 | 2017 | 2021 | 2023 |